# Anavitória (álbum)
ANAVITÓRIA é o álbum de estreia do duo brasileiro Anavitória, lançado em 19 de agosto de 2016 através da gravadora Universal Music Brasil e apresenta 11 faixas derivadas de gêneros como pop e folk. Em  \10 de novembro de 2017 o álbum foi relançado em uma edição especial incluindo o single "Fica", com a dupla Matheus & Kauan, e a canção "Amores Imperfeitos", gravada inicialmente para o álbum Dois Lados - Um Tributo ao Skank (2017) do grupo Skank.
O álbum foi indicado na 18ª edição do Grammy Latino na categoria Melhor Álbum Pop Contemporâneo em Língua Portuguesa e a canção "Trevo (Tu)" ganhou na categoria Melhor Canção em Língua Portuguesa. Em 2019, o álbum recebeu a certificação de Disco de Diamante, vendendo mais de 300.000 mil cópias.

## Antecedentes
Em 2015, a dupla lançou o primeiro EP, após a boa recepção do material, a dupla arrecadou mais de 60 mil reais em uma campanha de financiamento coletivo (crowdfunding) para gravar o primeiro disco.

## Uso na mídia
- "Agora Eu Quero Ir" entrou para a trilha sonora da novela Malhação: Pro Dia Nascer Feliz (2016), como tema das personagens Giovane e Joana interpretados por Ricardo Vianna e Aline Dias.[6]
- "Dengo" entrou para a trilha sonora da novela Pega Pega (2017).
- "Singular" entrou para a trilha sonora da novela A Força do Querer (2017).
- "Tocando em Frente" fez parte da trilha sonora da novela das nove O Outro Lado do Paraíso (2017).
- "Fica" fez parte da trilha sonora da novela das seis Orgulho e Paixão (2018)[7]

## Lista de faixas
A edição padrão do álbum contém onze canções, enquanto a edição especial consiste em quatorze canções.
| N.º | Título                                          | Compositor(es)               | Produtor(es) | Duração |  |
| 1.  | "Agora Eu Quero Ir"                             | Ana Clara Caetano Tiago Iorc | Iorc         | 3:13    |  |
| 2.  | "Cor de Marte"                                  | Caetano                      | Iorc         | 3:11    |  |
| 3.  | "Singular"                                      | Caetano                      | Iorc         | 3:26    |  |
| 4.  | "Chamego Meu"                                   | Caetano                      | Iorc         | 3:07    |  |
| 5.  | "Trevo (Tu)" (com a participação de Tiago Iorc) | Caetano Iorc                 | Iorc         | 3:25    |  |
| 6.  | "Coração Carnaval"                              | Caetano                      | Iorc         | 0:51    |  |
| 7.  | "Dengo"                                         | Caetano                      | Iorc         | 3:57    |  |
| 8.  | "Tocando em Frente"                             | Almir Sater Renato Teixeira  | Iorc         | 3:33    |  |
| 9.  | "Talvez a Deus"                                 | Caetano Iorc                 | Iorc         | 3:26    |  |
| 10. | "Tua"                                           | Caetano                      | Iorc         | 3:07    |  |
| 11. | "Nós"                                           | Caetano                      | Iorc         | 3:39    |  |

| Faixas adicionais do relançamento |                                                    |                          |                |         |  |
| N.º                               | Título                                             | Compositor(es)           | Produtor(es)   | Duração |  |
| 12.                               | "Amores Imperfeitos"                               | Samuel Rosa Chico Amaral | Pedro Ferreira | 3:24    |  |
| 13.                               | "Fica" (com a participação de Matheus & Kauan)     | Caetano Matheus Aleixo   | Dudu Borges    | 3:04    |  |
| 14.                               | "Trevo (Tu)" (com a participação de Diogo Piçarra) | Caetano Iorc             | Tiago Iorc     | 3:27    |  |

## Prêmios e indicações
| Ano  | Premiação         | Categoria                                           | Indicação    | Resultado | Ref.   |
| ---- | ----------------- | --------------------------------------------------- | ------------ | --------- | ------ |
| 2017 | Meus Prêmios Nick | Colaboração Favorita                                | "Trevo (Tu)" | Indicado  | [ 9 ]  |
| 2017 | Grammy Latino     | Melhor Álbum Pop Contemporâneo em Língua Portuguesa | Anavitória   | Indicado  | [ 10 ] |
| 2017 | Grammy Latino     | Melhor Canção em Língua Portuguesa                  | "Trevo (Tu)" | Venceu    | [ 10 ] |